# 今市涼子
今市 涼子（いまいち りょうこ、1948年12月 - ）は、日本の植物学者。専攻は植物形態学。学校法人日本女子大学理事長。元日本植物形態学会会長。

## 経歴
東京都生まれ。1967年、大妻高等学校卒業。1971年、日本女子大学家政学部家政理学科II部（生物・農芸専攻）卒業、卒業後は千葉大学理学部文部技官となる。1973年、千代田区立一橋中学校非常勤講師。1977年、お茶の水女子大学大学院理学研究科生物学専攻修士課程修了、玉川大学農学部助手。1982年、玉川大学農学部講師。1983年、理学博士。1987年、玉川大学農学部助教授。1995年、玉川大学農学部教授。1997年、日本女子大学理学部教授。1999年、根研究会学術功労賞受賞。2001年、日本植物形態学会平瀬賞受賞。2006年、日本植物学会JPR論文賞受賞。2008年日本植物形態学会会長。
2020年、学校法人日本女子大学理事長。2022年、東京商工会議所1号議員・特別顧問に就任。2024年、第23回植物分類学会賞を女性研究者として初めて受賞。

## 受賞歴
- 1999年 - 根研究会学術功労賞[4]
- 2001年 - 日本植物形態学会平瀬賞[5]
- 2006年 - 日本植物学会JPR論文賞
- 2024年 - 第23回植物分類学会賞（女性として史上初）[7]